# Le Castellet (Alpes da Alta Provença)
Le Castellet é uma comuna francesa na região administrativa da Provença-Alpes-Costa Azul, no departamento dos Alpes da Alta Provença. Estende-se por uma área de 18,87 km². Em 2010 a comuna tinha 302 habitantes (densidade: 16 hab./km²).